# Augustianizm

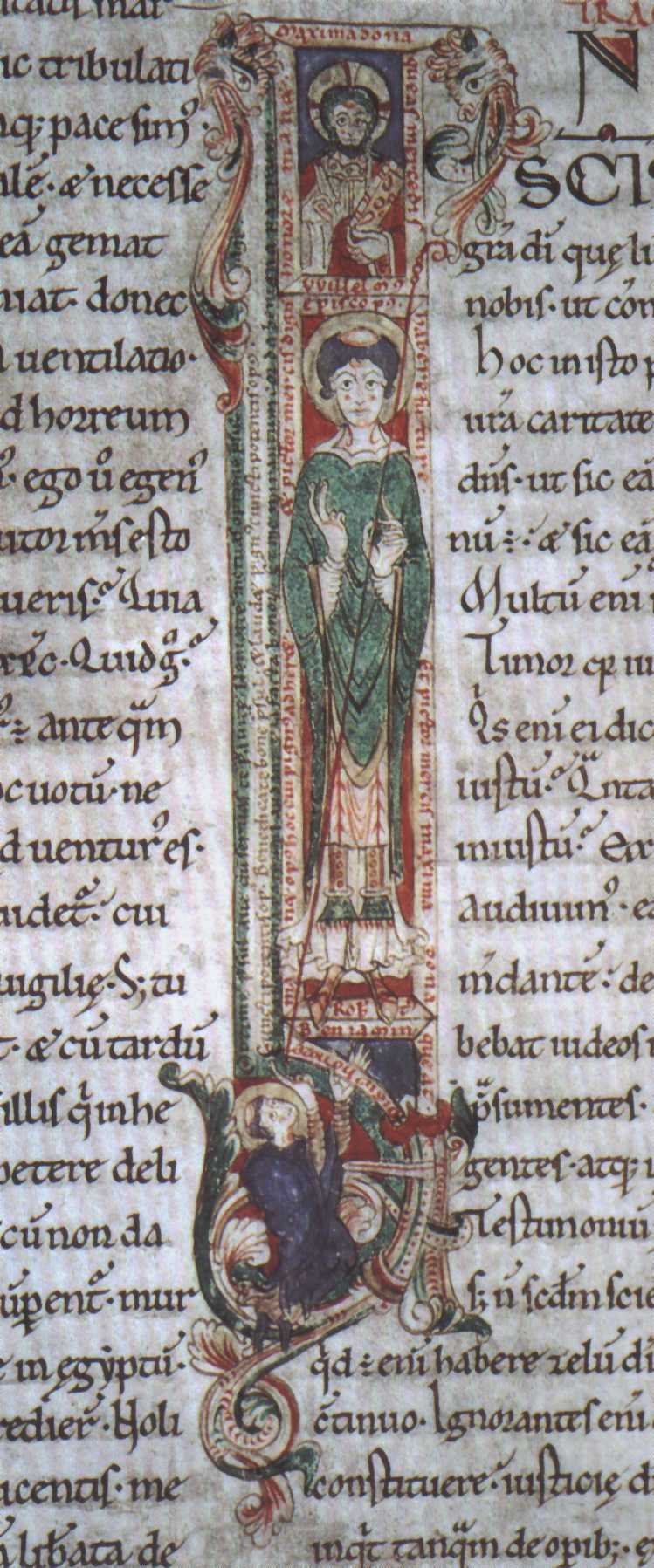
Inicjał w XI wiecznym manuskrypcie komentarza Augustyna do psalmów. Przedstawiony jest biskup Durham w Anglii William od św. Calais. U jego stóp, autoportret Roberta Benjamina, skryby, który wykonał manuskrypt.

Augustianizm lub augustynizm – szerokie pojęcie oznaczające wpływ doktryny św. Augustyna z Hippony na europejską myśl teologiczno-filozoficzną. Pod względem trwałości, zakresu i różnorodności ustępuje on jedynie Platonowi i Arystotelesowi. Praktycznie nie można znaleźć jakiegokolwiek łacińskiego autora średniowiecznej filozofii, który by nie zapożyczył czegoś z myśli Augustyna, a wielu można uznać za jego kontynuatorów. Ogromny wzrost zainteresowania doktryną augustyńską miał również miejsce w okresie renesansu oraz wczesnej nowożytnej filozofii. Augustyn pozostaje także trwałym autorytetem w chrześcijańskiej teologii.

## Definicja augustianizmu w filozofii
Pod pojęciem Augustianizmu historycy filozofii średniowiecznej wyróżniają trzy podstawowe prądy:
1. Nurt autorów zależnych w sposób integralny od Augustyna, w swoich założeniach filozoficznych, argumentach i w spojrzeniu na tematykę i metodę starożytnej filozofii
2. Nurt autorów, którzy występowali w obronie poszczególnych punktów doktryny augustyńskiej w konfrontacji z rywalizującymi poglądami, zwłaszcza arystotelizmem.
3. Nurt autorów należących do nominalizmu, którzy na nowo przyswoili sobie zasady doktryny augustyńskiej zwłaszcza zawarte w dziełach Augustyna z późniejszego okresu jego życia. By wyjaśnić trudne miejsca, wykorzystywali te zasady, formułując je w języku semantyki nominalistycznej oraz matematyki zajmującej się ciągłością[2].

## Augustynizm w teologii
Augustyn kontynuował nurt teologii duchowej, alegorycznej uprawianej przez Szkołę Aleksandryjską, którą poznał dzięki swemu mistrzowi Ambrożemu z Mediolanu. Augustynizm zakłada istnienie dramatycznego rozdarcia między Bogiem i człowiekiem, w wyniku grzechu pierworodnego. Skutkiem upadku pierwszych rodziców jest pożądliwość (conupiscentia) w naturze ludzkiej, powodująca brak jedności między ciałem i duchem (por. Rz 7,21-25), między tym co rozumne a tym co zmysłowe. Rozdarcie to jest szczególnie widoczne wewnątrz człowieka, którego dusza z natury, jako byt wyższy, noszący w sobie obraz Boży, dąży ku sprawom wiecznym, jest "capax Dei" (zdolny do pojmowania Boga), a ciało, jako byt niższy, dąży ku rzeczom materialnym, powodując upadek moralny.

## Założenia epistemologiczne
- Wiedza naturalna jest wspomagana przez łaskę. Dane objawienia nie mogą być sprzeczne z danymi doświadczenia empirycznego. Bóg jest centralnym zagadnieniem poznania ludzkiego. Filozofia jest wykorzystywana dla formułowania prawd teologicznych, poznanych przez wiarę. Augustynizm nie stawia ścisłej granicy między tymi dwoma dziedzinami wiedzy[5].

- Iluminacja, czyli oświecenie nadnaturalnego pochodzenia jest najdoskonalszym źródłem wiedzy, wspomagającym nasze poznanie Boga i praw rządzących światem[6].

## Założenia metafizyczne
- Augustyńska wizja świata i człowieka czerpała wiele z filozofii platońskiej, przeciwstawiła się jej w odniesieniu do dwóch rzeczywistości: Wcielenia Syna Bożego i zmartwychwstania ciał[7]. Świat został stworzony ex nihilo. Hierarchia bytów stworzonych, podobnie jak w platonizmie, zstępuje od duchowych do materialnych. Istnieje podporządkowanie, prymat: Boga nad stworzeniem, duszy nad ciałem, rozumu nad wolą, łaski nad naturą[8]. Im bliżej byty są Boga, tym bardziej "są", tym są doskonalsze[9]. Bóg obcuje ze światem materialnym za pośrednictwem aniołów[10].

- Augustynizm przyjmuje istnienie tzw. idei zarodkowych (rationes seminales) jako form kształtujących materię[11],

- Wszystko co stworzył Bóg jest dobre, a zło jest defektem, brakiem doskonałości istnienia[12].

## Antropologia

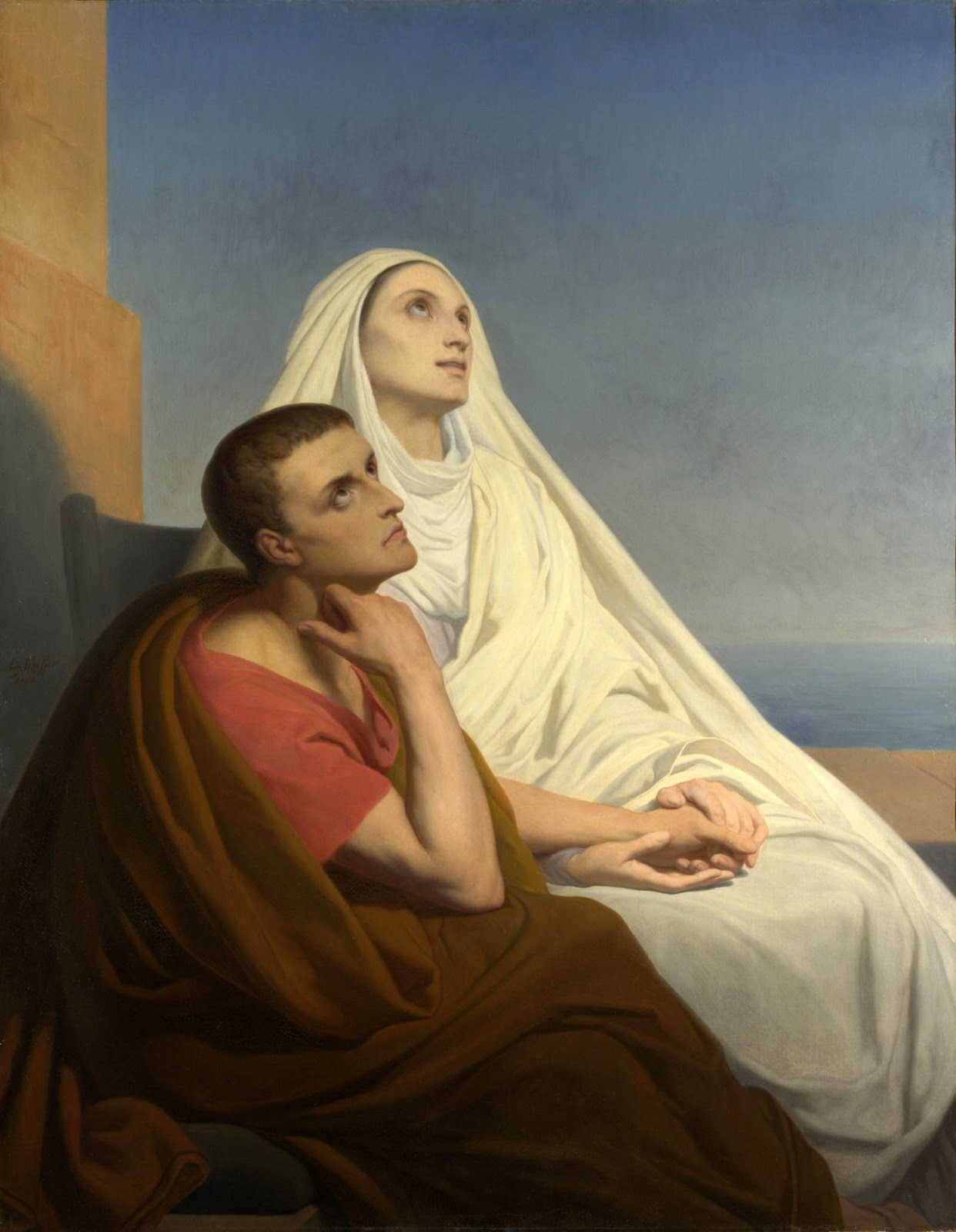
"Św. Augustyn z matką św. Moniką" (1846), mal. Ary Scheffer.

Człowiek został stworzony jako dopełniająca się wzajemnie para ludzka: mężczyzna i kobieta (Adam i Ewa), jest jednością duchowo-cielesną. Obdarzony duszą rozumną zdolną do kontemplacji Boga – jest capax Dei. W duszy można dostrzec obraz Trójcy Świętej w postaci triady: «memoria-intellegentia-voluntas sui» (pamięć-poznanie-wola [miłująca] siebie). Człowiek jest postawiony w centrum stworzenia: między światem duchowym a światem zwierzęcym i materialnym. Dusza ludzka jest rozumna, w czym równa jest ciałom duchowym czyli aniołom, ale ma też część zmysłową, odpowiedzialną za poruszanie ciałem. Ciało ludzkie bez duszy jest martwe, nie może się ani poruszać, ani odczuwać. Jest ono integralną częścią człowieka

## Teodycea
- Aprioryczny sposób dowodzenia istnienia Boga,
- Przypisanie filozofii zadania racjonalizacji prawd objawionych i kształtowania woli człowieka w kierunku właściwego działania,
- Autorefleksja jako instancja potwierdzająca prawdziwość twierdzeń.

## Nauczanie społeczne i polityczne
Dzieje ludzkości to walka dwóch państw: Bożego (ludzie cnotliwi) i ziemskiego (grzesznicy).

## Kontynuatorzy Augustyna
Spośród uczniów Augustyna w starożytności, którzy w dużym stopniu wpłynęli na recepcję augustynizmu w wiekach średnich, wymienia się Fulgencjusza z Ruspe, a także Cezarego z Arles.
Wśród średniowiecznych autorów pod wpływem Augustyna kształtowały się poglądy wielu teologów, byli wśród nich: Hugon ze św. Wiktora, Abelard, Piotr Lombard, Tomasz z Akwinu, Święty Bonawentura i inni.
Augustianizm był do XIII wieku dominującą doktryną kościoła katolickiego. Później w dużej mierze zastąpiony przez arystotelizm tomistyczny, który czerpał w ogromnym stopniu także z nauczania Augustyna. W XX wieku do myśli Augustyna odwoływali się korzystający z fenomenologii neoscholastycy niemieccy, co niekiedy prowadziło do przeciwstawienia augustynizmu tomizmowi.
Również protestantyzm i jansenizm, inspirowały się augustynizmem, jednak w swych zasadniczych założeniach odeszły od niego. 